# Вадим Давидов
Вадим Денисович Давидов (на руски: Вадим Денисович Давыдов) е руски офицер, генерал-майор. Участник в Руско-турската война (1877-1878). Началник на Българското опълчение (1878).

## Биография
Вадим Давидов е роден е на 19 ноември 1832 г. в Русия в семейството на генерал-лейтенант Денис Давидов, герой от Руско-френската война (1812-1813). Ориентира се към военното поприще. Завършва Пажеския корпус (1850) и започва действителна военна служба със звание прапорщик в Лейбгвардейския конно-гренадирски полк. Завършва Николаевската академия на Генералния щаб на Руската армия (1855). Служи в Генералния щаб и Кавказкия корпус.
Участва в Кримската война от 1853-1856 г.. При щурма на крепостта Карс е ранен. Бие се храбро и в Чеченската война. Повишен е във военно звание подполковник и служи последователно в 7-а кавалерийска дивизия (1860), 1-ва гренадирска дивизия (1862), 2-ра резервна пехотна дивизия и 28-а пехотна дивизия. Командир на 5-и калужки пехотен полк (1869-1876). Повишен е във военно звание енерал-майор с назначение за Казански губернски военен началник от 1876 г.
Участва в Руско-турската война (1877-1878). В началото на войната е назначен за командир на 2-ра бригада от 3-та пехотна дивизия. В състава на Сборния отряд с командир генерал-майор Александър Имеретински участва в освобождението на Ловеч на 22 август 1877 г. Бригадата остава в града в състава на Ловчанско-Севлиевския отряд и прикрива направлението Ловеч - София и фланга на Западния отряд с командир генерал-лейтенант Йосиф Гурко. Проявява се в състава Еленския отряд в битката при Елена.
От 28 януари / 9 февруари 1878 г. до края на войната е началник на Българското опълчение. Заменя на поста генерал-майор Николай Столетов. Под командването на генерал-майор Давидов Българското опълчение е преобразувано в Българска земска войска.
След войната поради влошено здравословно състояние е командирован в гвардията на Санктпетербургския военен окръг.
Умира скоропостижно на 20 май 1881 г. в Санкт Петербург.